# Stéphane Augé
Stéphane Augé (ur. 6 grudnia 1974 w Pau) – francuski kolarz szosowy startujący wśród zawodowców od 2000 roku.

## Najważniejsze zwycięstwa
- 2002
  - etap w Deutschland Tour
- 2006
  - etap w Tour de Pologne
- 2008
  - etap i klasyfikacja generalna Cztery Dni Dunkierki
  - 7. etap w Deutschland Tour